# Виборг
Виборг (на руски: Вы́борг; на фински: Viipuri; на шведски: Viborg; на немски: Wiborg) е град в Русия, Ленинградска област, административен център на Виборгски район.
Включен е в състава на Сребърния пръстен на Русия.
Населението на града към 1 януари 2018 е 77 400 души. което го нарежда на 2-ро място (след Гатчина) в областта. Икономически, промишлен и културен център в областта, морско търговско пристанище на Балтика, важен възел на шосейни и железни пътища, туристически център.

## История
Селището се образува около основания през 1293 година от шведите Виборгски замък. През 1403 година получава статут на град.

## География
Градът е разположен по крайбрежието на Финския залив на 122 км северозападно от Санкт Петербург.

## Известни личности
Родени във Виборг
- Марти Ахтисаари (1937 – 2023), политик
- Юлиус Крон (1835 – 1888), фолклорист
- Ернст Милк (1877 – 1899), композитор
- Виталий Петров (р. 1984), автомобилен състезател
- Георг Едвард Рамзай (1834 – 1918), генерал
- Йохан VIII фон Хоя (1529 – 1574), германски благородник

Починали във Виборг
- Юлиус Крон (1835 – 1888), фолклорист